# Optila

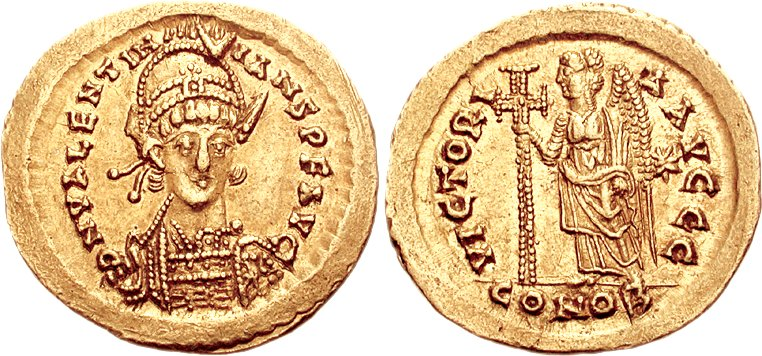
Soldo de Valentiniano III r.

Optila (em grego: Οπτήλας; romaniz.: Optílas) foi um oficial militar romano de origem huna ou gótica do século V, ativo durante o reinado do imperador Valentiniano III (r. 423–455). Inicialmente aparece como um oficial subordinado (bucelário) ao general Flávio Aécio e então como um membro da guarda imperial (protetor) de Valentiniano III.
Em 455, Optila é citado no episódio que culminou no assassinato de Valentiniano III. Como relatado, a morte do imperador deveu-se a uma vingança pela execução de Flávio Aécio, provavelmente por instigação do futuro imperador Petrônio Máximo (r. 455). No evento, Optila assassinou Valentiniano que dirigia-se ao Campo de Marte para praticar arco e ele e Traustila levaram a diadema imperial para Máximo.